# Dobršín
Dobršín är en ort i Tjeckien.   Den ligger i regionen Plzeň, i den sydvästra delen av landet, 110 km sydväst om huvudstaden Prag. Dobršín ligger 469 meter över havet och antalet invånare är 110.
Terrängen runt Dobršín är kuperad åt sydväst, men åt nordost är den platt. Dobršín ligger nere i en dal. Runt Dobršín är det ganska glesbefolkat, med 23 invånare per kvadratkilometer. Närmaste större samhälle är Sušice, 4,5 km sydväst om Dobršín. Omgivningarna runt Dobršín är en mosaik av jordbruksmark och naturlig växtlighet.